# Dubbelstjärna (roman)
Dubbelstjärna (originaltitel Double Star) är en science fiction-roman av Robert A. Heinlein, först utgiven som en följetong i Astounding Science Fiction (februari, mars och april 1956) och utgiven i bokform samma år. Boken utkom 1961 i svensk översättning.
Vid 1957 års Worldcon belönades boken med Hugopriset för bästa roman.